# Giambattista Marini

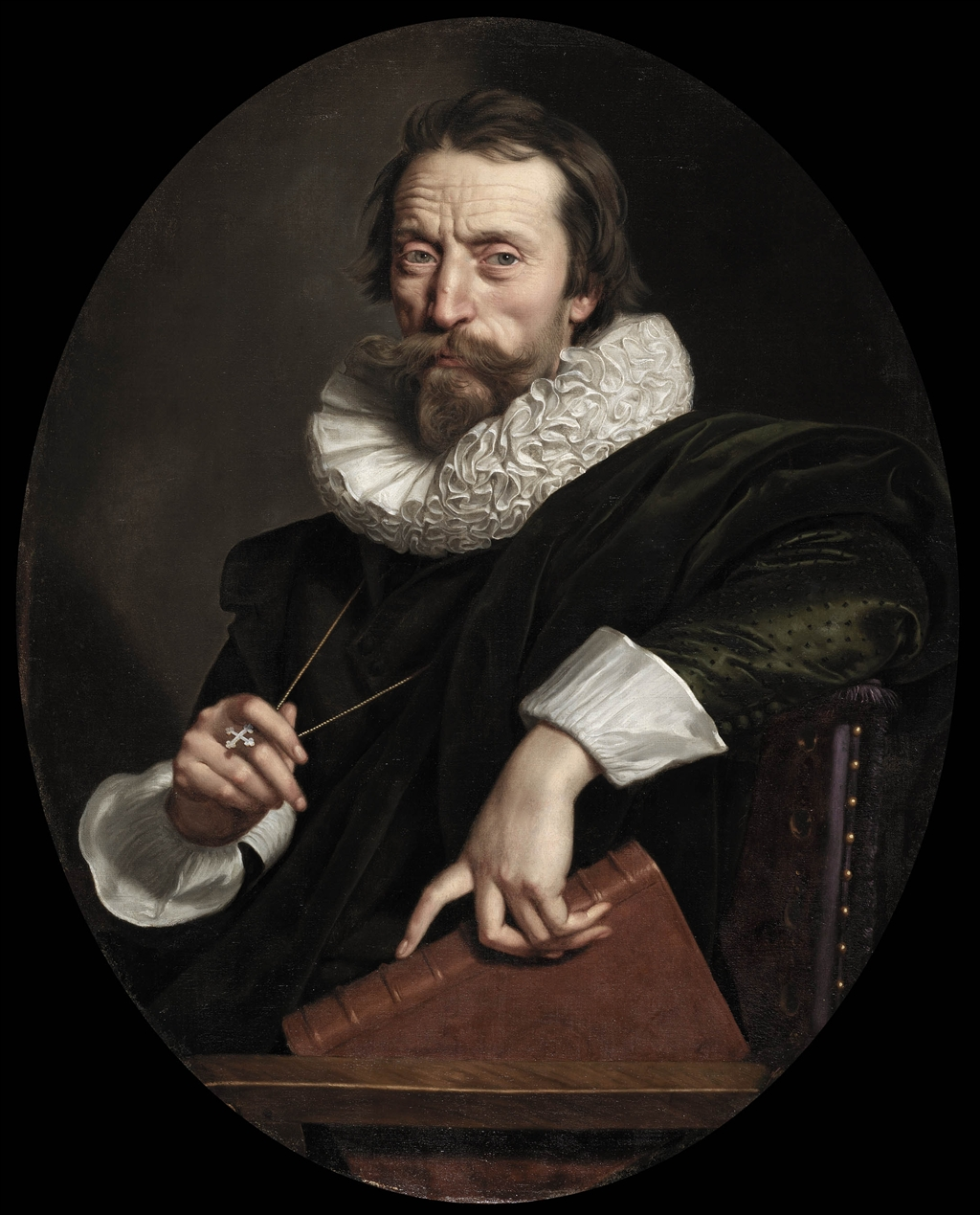
Giovanni Battista Marino

Giambattista Marini, även Giambattista Marino, född 18 oktober 1569 i Neapel, död 25 mars 1625 i Neapel, var en italiensk diktare, upphovsman till den rörelse som kom att kallas marinism eller secentismo. Olika tider har värderat hans författarskap högst olikartat. Han fördes förr till renässansen, men allt oftare ses han som inledningen till barocken.

## Biografi
Marini förde ett lättsinnigt liv i sin ungdom och försummade till den grad sina juridiska studier att fadern försköt honom och gjorde honom arvlös. Han blev därefter sekreterare hos prinsen av Conca och sedan hos kardinalerna Crescenzio och Pietro Aldobrandini samt hos hertigen av Savojen. För övrigt fick han många andra gynnare, levde ett sorglöst och slösaktigt liv och råkade flera gånger i fängelse på grund av sina upptåg. 
Han låg i delo med sin rival, skalden Gaspare Murtola, som först författade satiriska dikter mot Marini, på vilka denne svarade i samma anda, och som sedan genom olika anklagelser förmådde hertigen att döma Marini till två års fängelse. Trött på dessa förföljelser, antog han 1615 en inbjudan av drottning Maria av Medici till Frankrike. Där emottogs han med stora hedersbetygelser av hovet och Hôtel de Rambouillet, och då han samtidigt med Malherbe besjöng Ludvig XIII:s bröllop, hade han skaffat sig en finansiär och andra förmåner som gjorde honom till en rik man. Först två år före sin död återvände han till Neapel.

## Författarskap

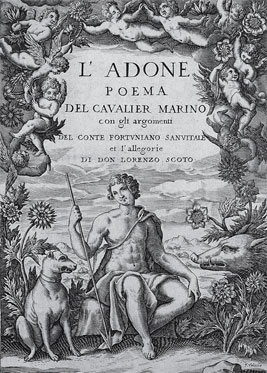
Omslaget till originalutgåvan av Marinis Adone.

Marini var obestridligen en begåvad och fantasirik skald, men en av de mest maniererade som någonsin funnits. Han levde på en tid, då renässansen redan sagt allt vad den hade att säga, och man fick gripa till de starkaste retoriska effekter för att göra sig hörd. Marini använde överdrivet färgrika epitet, svulstiga och bombastiska uttryck, konstiga och långa beskrivningar, ofta av erotiskt och sensuellt innehåll, spetsfundiga kvickheter, sökta ordlekar och ständiga antiteser. 
En dylik språkförskämning hade redan tidigare visat sig i den italienska litteraturen, så i 1500-talets petrarkiserande sonettdiktning, i herdedramat med Guarini, i epopén med Torquato Tasso, men då Marini gick ännu längre än sina föregångare, har hela denna riktning fått namnet marinism. Fenomenet inskränkte sig inte endast till Italien, utan är betecknande för den slutande renässansen och barockens inledningsskede i alla Europas länder och behärskar förra hälften av 1600-talets litteratur, till exempel gongorismen i Spanien, euphuismen i England, preciositeten i Frankrike, andra schlesiska skolan i Tyskland och Dahlstierna i Sverige. 
Marinis största och mest berömda dikt var hans epos Adone, i 20 sånger på ottave rime. Den fullbordades och utgavs i Paris 1623 (en episod därur, "Sagan om Pomum Eridis eller twedrägtsäpplet", är översatt av Knut Bildt, 1749). Marinis ofullbordade, även mycket berömda och imiterade religiösa epos La strage degli innocenti i 4 böcker utkom 1633 ("Thet bethlehemitiska barnamordet", översatt av Knut Bildt, 1740). Dessutom författade han lyriska (sonetter) och satiriska dikter samt Lettere, vilka utgavs 1673. 
- Wikimedia Commons har media som rör Giambattista Marini.

### Övriga källor
- Litteraturhandboken, red. Dahlström, Stockholm 1984, s. 65